# Línea 4 (Metro de Charleroi)
La línea 4 del Metro de Charleroi es una línea que une la estación de Soleilmont con la de Sud, volviendo después hasta la estación de Soleilmont. En términos geográficos, une el este de la aglomeración de Charleroi con el centro de la ciudad.

## Historia

### Conversión en metro
Con la inauguración del tramo Waterloo - Gilly de la red de metro, entró en servicio la línea  54 , entre Gilly y Sud. El 30 de agosto de 1996, con la apertura de las estaciones Parc y Janson, entró en servicio la línea  55 , entre Gilly y Parc.

### Reorganización de 2012
En 2008 comienzan las obras para cerrar el bucle del centro de Charleroi, lo que daría continuidad y sentido a la red de metro. Estas finalizaron en enero de 2012, por lo que el 27 de febrero de ese mismo año, se reorganizó la red, sustituyéndose las denominaciones  54  y  55  por , fusinándose en una sola línea.

## Recorrido
La línea  comienza su recorrido en Soleilmont, municipio de Charleroi. Después, toma dirección oeste para dirigirse hacia el barrio de Gilly. Tras cruzar por debajo de la autovía  R3 , llega a la estación de Sart-Culpart. Siguiendo por plataforma independiente, da servicio a la de Marabout, soterrándose en el centro de Gilly para entrar en la estación Gilly. Después, continúa en túnel por la estación de Gazomètre y la de Samaritaine.  
Inmediatamente después de esta última, se encuentra el empalme con el bucle central,donde operan también las líneas   y . 
La  entra en el bucle en dirección oeste, hacia la estación Beaux-Arts. Siguiendo hacia el sur, están la estaciones Ouest, Villette y Sud, la primera y la última con conexión con la SNCB. A continuación, la línea abandona el túnel y sube a la superficie para parar en la estación Tirou. Vuelve después bajo tierra para las de Parc, Janson y Waterloo Aquí, la línea abandona el bucle y vuelve a la estación Samairtaine, en dirección Gilly.

### Correspondencias
- entre Waterloo y Beaux-Arts
- entre Waterloo y Beaux-Arts
- entre Waterloo y Beaux-Arts

- en Ouest y Sud
- en Sud
- en Sud
- en Sud
- en Sud

## Estaciones
|  |   |   |   |  | Estación     | Municipio              | Correspondencia                                                                          |  |
|  | - | - | - |  | ------------ | ---------------------- | ---------------------------------------------------------------------------------------- |  |
|  |   |   |   |  | Destrée (?)  | Châtelineau (Châtelet) |                                                                                          |  |
|  |   | ■ |   |  | Soleilmont   | Gilly (Charleroi)      | 17 25 710                                                                                |  |
|  |   | ■ |   |  | Sart-Culpart | Gilly (Charleroi)      |                                                                                          |  |
|  |   | ■ |   |  | Marabout     | Gilly (Charleroi)      | 11 12                                                                                    |  |
|  |   | ■ |   |  | Gilly        | Gilly (Charleroi)      | 11 12 14 28 172 710                                                                      |  |
|  |   | ■ |   |  | Gazomètre    | Gilly (Charleroi)      | 12 14 28 155 156                                                                         |  |
|  |   | ■ |   |  | Samaritaine  | Charleroi              |                                                                                          |  |
|  |   | ■ |   |  | Waterloo     | Charleroi              |                                                                                          |  |
|  | ∨ |   |   |  | Beaux-Arts   | Charleroi              | 41 50 154 710 CITY MIDO                                                                  |  |
|  | ∨ |   |   |  | Ouest        | Charleroi              | 41 53 85 86 MIDO                                                                         |  |
|  | ∨ |   |   |  | Villette     | Charleroi              | 43 83 85 CITY                                                                            |  |
|  | ∨ |   |   |  | Sud          | Charleroi              | 1 3 13 14 18 19 20 21 25 35 43 52 68 70 71 83 85 86 109 138 170 173 451 A BRUY CERI CITY |  |
|  |   |   | ∧ |  | Janson       | Charleroi              | 154 158 CITY                                                                             |  |
|  |   |   | ∧ |  | Parc         | Charleroi              | 1 3 25 35                                                                                |  |
|  |   |   | ∧ |  | Tirou        | Charleroi              | 1 3 18 25 35 138 451 CITY                                                                |  |

## Explotación de la línea

### Frecuencias
| Días                       | Primer tren | Primer tren | Último tren | Último tren | Frecuencias |
| Días                       | Soleilmont  | Sud         | Sud         | Soleilmont  | Frecuencias |
| -------------------------- | ----------- | ----------- | ----------- | ----------- | ----------- |
| Lunes a Viernes (invierno) | 05:01       | 05:18       | 19:42       | 19:59       | 10'         |
| Lunes a Viernes (verano)   | 05:01       | 05:18       | 19:42       | 19:59       | 10'         |
| Sábados                    | 05:04       | 05:21       | 19:42       | 19:59       | 10'         |
| Domingos y Festivos        | 05:36       | 05:53       | 19:39       | 19:56       | 15'         |

## Futuro
Está prevista la construcción de una estación llamada Destrée, después de Soleilmont.